# Synagoge (Sinsheim)

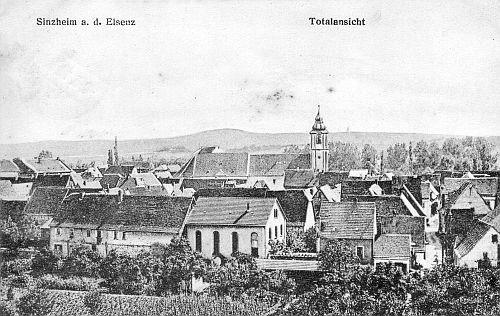
Ansichtskarte von Sinsheim mit Synagoge, in der Bildmitte mit Rundbogenfenstern (um 1910)

Die Synagoge in Sinsheim, einer Stadt im Rhein-Neckar-Kreis in Baden-Württemberg, wurde 1836/37 errichtet und 1938 zerstört. Die Synagoge stand an der heutigen Adresse Kleine Grabengasse 6, bis 1933 Synagogengasse.

## Geschichte
1808 gründeten Mitglieder der jüdischen Gemeinde Sinsheim eine Stiftung zum Bau einer Synagoge. Sie verpflichteten sich, wöchentlich einen bestimmten Betrag in eine gemeinsame Kasse einzuzahlen. Ab 1836 erfolgte der Neubau nach Plänen des Baumeisters Friedrich Wundt aus Heidelberg.
Der zweigeschossige, verputzte Backsteinbau besaß keinen äußeren Schmuck. Im Erdgeschoss war der Betsaal für die Männer und die Mikwe (rituelles Bad). Im Obergeschoss befand sich neben der Frauenempore ein Schulzimmer.
Nachdem die jüdische Gemeinde infolge der Abwanderung immer weniger Mitglieder hatte, wurden die Frauenplätze in das Erdgeschoss unter die Empore verlegt und das Obergeschoss sowie der Speicher zu einer Wohnung ausgebaut, die von 1936 bis 1938 genutzt wurde.
Beim Novemberpogrom 1938 wurde die Synagoge durch SA-Männer zerstört und später abgebrochen. Das Gelände wurde neu überbaut. Erhalten blieb der wieder aufgefundene Grundstein der Synagoge, er wird im Heimatmuseum ausgestellt.

## Gedenken
Im November 1988 wurde ein Gedenkstein zur Erinnerung an die Synagoge an ihrem Standort aufgestellt.